# Syzygium makul
Syzygium makul är en myrtenväxtart som beskrevs av Joseph Gaertner. Syzygium makul ingår i släktet Syzygium och familjen myrtenväxter. IUCN kategoriserar arten globalt som akut hotad.
Artens utbredningsområde är Sri Lanka. Inga underarter finns listade i Catalogue of Life.